# 히요도리고에역
히요도리고에역(일본어: 鵯越駅, ひよどりごええき)은 일본 효고현 고베시 효고구에 있는 고베 전철의 역이다. 역 번호는 KB05이다. 표고는 134m이다.

## 역사
- 1928년 11월 28일: 고베 아리마 전기철도 미나토 가와-전철 아리마(현·아리마 온천)간 개통 시에 설치.
- 1938년 8월 29일: 역 근처의 터널 내에서 정면 충돌이 일어나 사망자 1명, 중경상 100여명 발생.
- 1944년 2월 12일: 호쿠신 상업 학교 학생들을 탑승시킨 임시 열차가 속도 초과로 인하여 본 역 부근에서 탈선 전복하였고 승강장에 격돌하는 사고 발생, 사망자 28명.
- 1947년 1월 9일: 미키 전기철도 회사의 합병으로 신아리미키 전기철도의 역이 됨.
- 1949년 4월 30일: 회사명 변경에 의하여 고베 전기철도의 역이 됨.
- 1988년 4월 1일: 회사명 변경에 의하여 고베 전철의 역이 됨.
- 2005년 3월 11일: 상행 승강장 측에 개찰구를 신설함과 동시에 과선교가 폐지된 하행선 개찰이 분단됨.

## 역 구조
상대식 승강장 2면 2선의 지상역이다. 승강장 유효 길이는 5량으로 곡선으로 되어 있어 추락 검지 매트와 ITV장치가 비치되어 있다.
개찰은 상하행선 승강장의 신카이치 방향에 있다. 상하선에서 개찰구는 독립되어 있어 구내에는 서로 승강장을 연결하는 통로는 없다. 이전에는 하행 승강장 측의 역사만이 존재하여 상행 승강장으로 이어지는 과선교가 있었지만 2005년 3월, 상행 승강장의 신설과 동시에 과선교는 폐쇄되었다.
연선 광 네트워크에 접속된 역무 원격 시스템이 도입되었고, 센터 역에서 자동 매표기, 자동 개찰기, 자동 정산기, 비디오 카메라, 인터폰, 셔터가 원격 조작된다. 이로 인하여, 역무원이 순회하는 역이고, 구내에는 매점 등이 설치되지 않았다.

### 승강장
| 역사측 | ■ 아리마 선(하행) | 스즈란다이・다니가미・아리마구치・아리마온센・요코야마・산다・니시스즈란다이・고바타・오시베다니・시지미・에비스・미키・오노・아오 방면 |
| 반대측 | ■ 아리마 선(상행) | 미나토가와・신카이치 방면 |

## 역 주변
롯코 종주의 거점역이다.
- 히요도리고에 삼림공원
- 고베 시립 히요도리고에 묘원
- 히요도리고에 다이부쓰
- 시도유메노시라카와 선(구, 니시코베 유료 도로)

## 사진

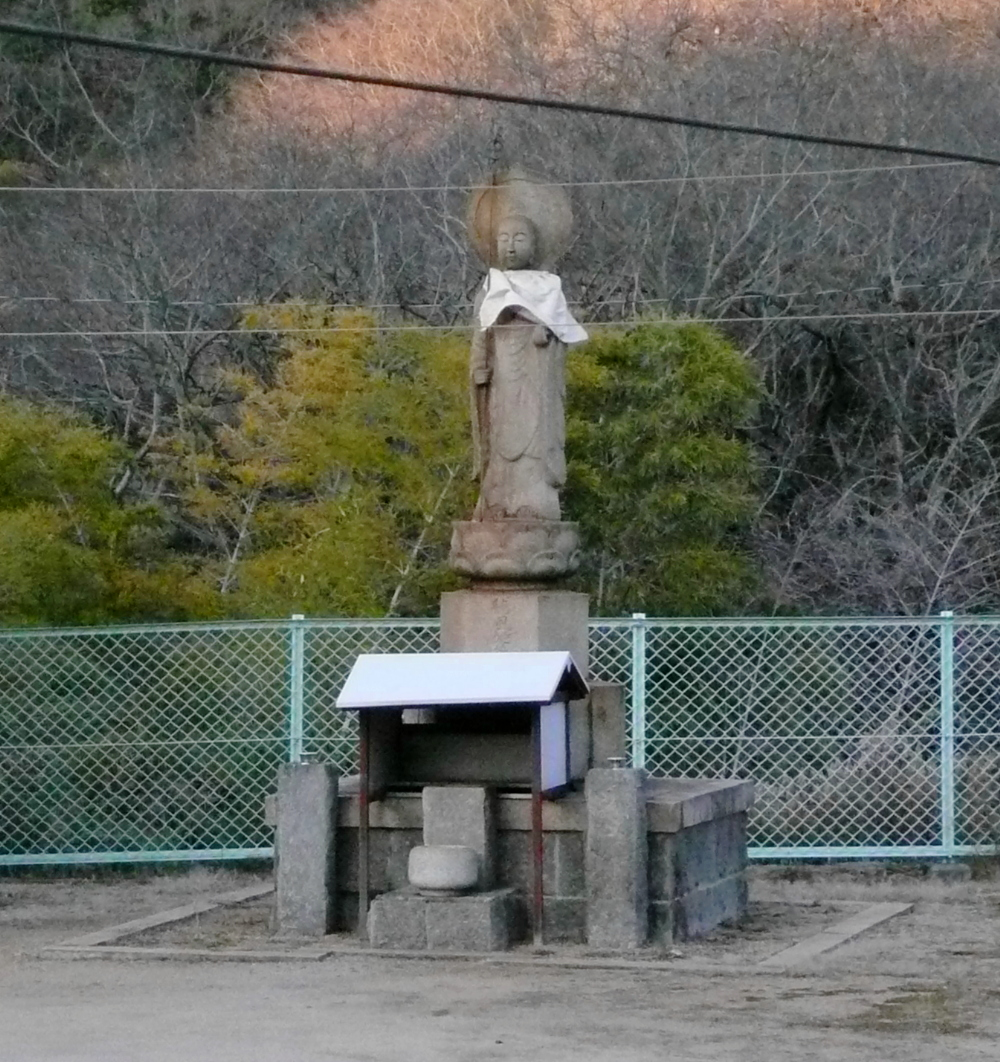
역 서쪽 승강장 바깥 부지 내에 있는 위령의 지장

## 인접역
| 고베 전철 아리마 선         | 고베 전철 아리마 선 | 고베 전철 아리마 선                         |
| --------------------------- | ------------------- | ------------------------------------------- |
| KB04 마루야마 신카이치 방면 | ■ 보통              | 스즈란다이 KB06 산다・아오・아리마온센 방면 |